# Самек, Даниэл
Да́ниэл Са́мек (чеш. Daniel Samek; род. 19 февраля 2004, Градец-Кралове) — чешский футболист, защитник и полузащитник итальянского клуба «Лечче» выступающий на правах аренды за чешский клуб «Градец-Кралове».

## Клубная карьера
Начал карьеру в футбольной академии «Градец-Кралове». В 2018 году присоединился к футбольной академии клуба «Славия (Прага)». 3 марта 2021 года дебютировал в основном составе «Славии», выйдя на замену в матче Кубка Чехии против клуба «Славия» (Карловы Вары). 23 мая 2021 года дебютировал в чешской Первой лиге, выйдя в стартовом составе против клуба «Яблонец».
30 июля 2022 года перешёл в итальянский клуб «Лечче».

## Карьера в сборной
Выступал за сборные Чехии до 15, до 16, до 19 и до 20 лет.